# 都靈廣域市
都靈廣域市（義大利語：Città metropolitana di Torino）是意大利皮埃蒙特大区的一個广域市。面積6,821平方公里，2004年人口2,121,233人，首府都靈，下分315市鎮。前身为都靈省。
都靈廣域市是意大利重工業集散地，生產範圍包括汽車、電腦以至太空科技。其中菲亞特總部正設於此。